# Tim Cuddihy
Tim Cuddihy (ur. 21 maja 1987 w Toowoomba) – australijski łucznik, brązowy medalista olimpijski. Startuje w konkurencji łuków klasycznych.
Największym jego osiągnięciem jest brązowy medal olimpijski indywidualnie i szóste miejsce drużynowo podczas igrzysk olimpijskich w Atenach. 